# Havenbriefje

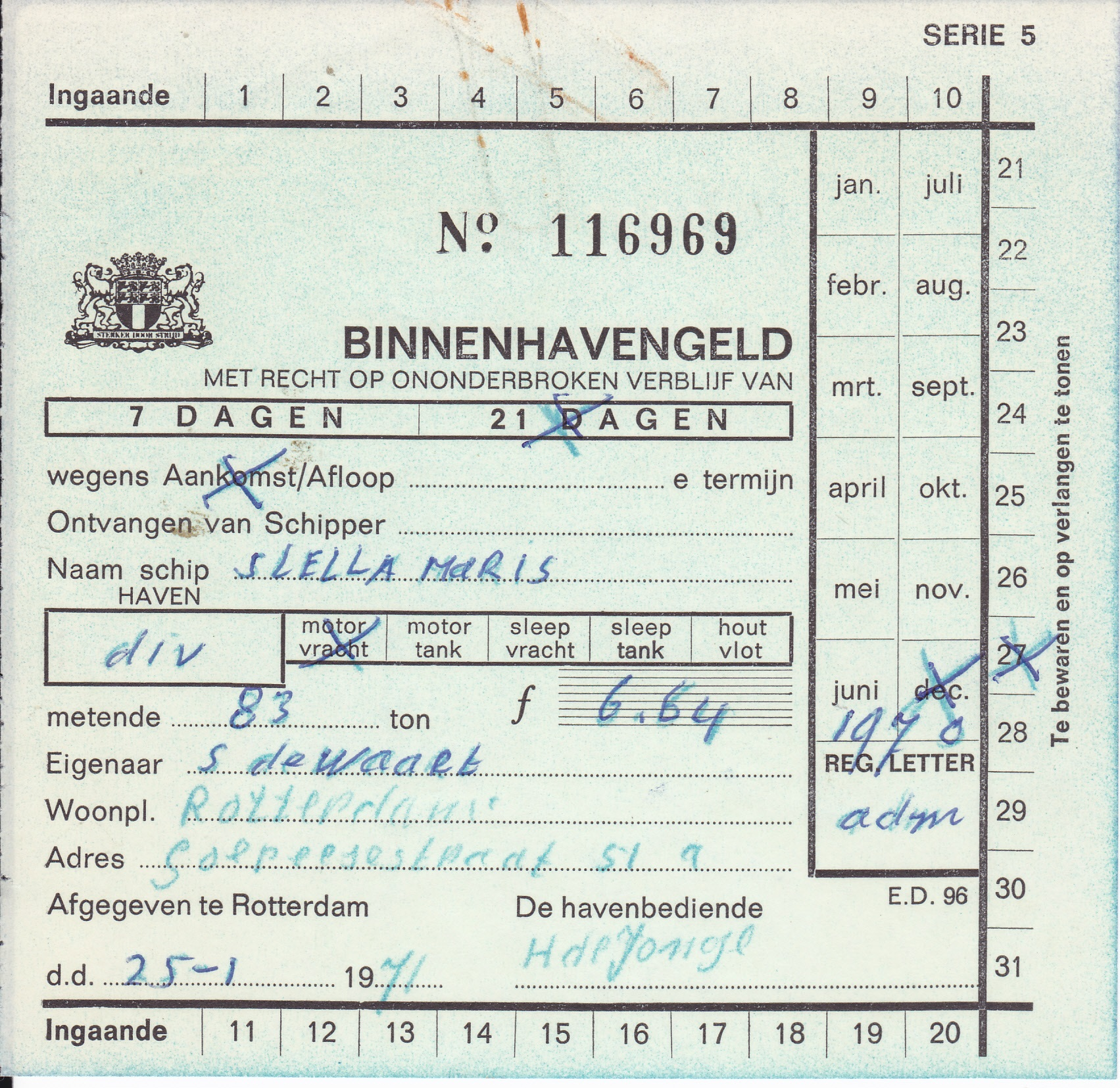
Havenbriefje binnenhavengeld Rotterdam 1971

Een havenbriefje is het bewijsstuk dat het havengeld is betaald. Als een zee- of binnenvaartschip gebruik maakt van de faciliteiten en diensten van het binnenhavengebied in een gemeente moet daar meestal havengeld voor worden betaald. De schipper is verplicht opgave te doen van het verblijf in het havengebied en alle gegevens die van belang zijn voor de vaststelling van het verschuldigde binnenhavengeld te verstrekken. Het tarief is meestal geregeld in de plaatselijke havenverordening. In een aantal grotere gemeenten is het mogelijk om het havengeld elektronisch te voldoen.